# ヴィヴィッド・エンターテインメント
ヴィヴィッド・エンターテインメント(Vivid Entertainment)は、米国のアダルトビデオ制作会社である。

## 概要
アメリカ合衆国のポルノ業界でも規模の大きな方で、アダルトビデオには異性愛だけではなく同性愛を取り扱った作品が存在する。
性具も製造している。
かつてアダルト動画サイトのYouPornの買収を狙ったことがあるが、失敗に終わっている。

## ヴィヴッド・ガールズの一覧

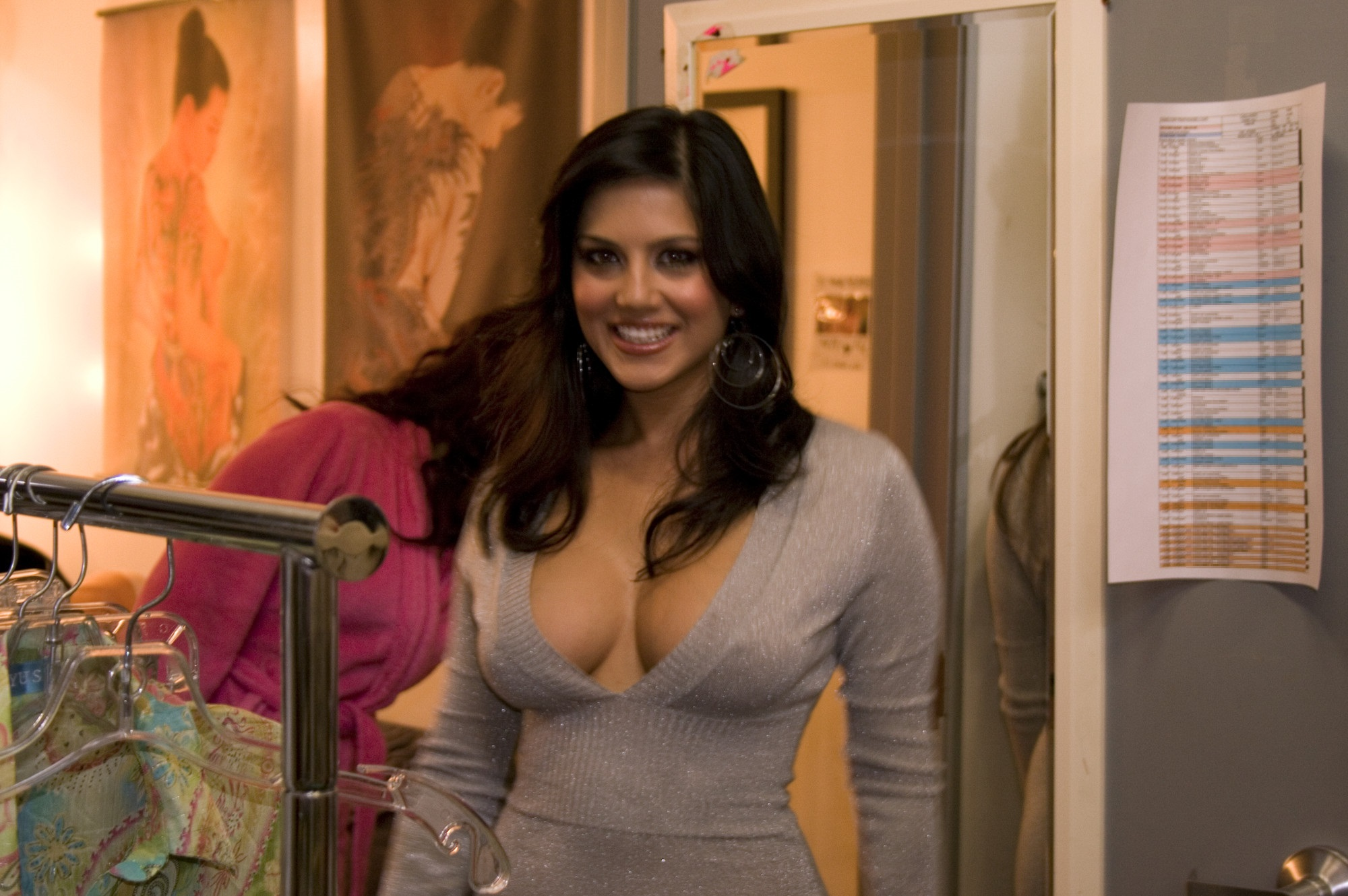
サニー・レオーネ

Vividの最初の30年間における著名なVivid女優（「Vivid Girls」と呼ばれる）のリストを以下に示す。最も新しいVivid GirlのAllie Hazeは、2012年にVividとの契約を打ち切った。
- エイジア・キャレラ
- バーバラ・デア
- ブリアナ・バンクス[5]
- Chasey Lain
- Chloe Jones
- クリスティ・キャニオン
- ディーダー・ホランド
- Devon
- ダイアナ・ローレン
- ジンジャー・リン[6]
- Hanna Hilton[7][5][8][9]
- ヘザー・ハンター
- ハイアペイシャ・リー
- ジャニーン・リンデマルダー
- ジェナ・ジェイムソン
- ジュリア・アン
- ケイデン・クロス
- コーベ・タイ
- ニッキー・チャーム
- ニッキー・ランドール
- ニッキー・タイラー
- ラクエル・デーリアン
- レイリーン
- サヴァンナ・サムソン[5]
- サヴァンナ
- サニー・レオーネ[5]
- サンライズ・アダムス
- テイラー・ヘイズ
- テラ・パトリック[5]
- ティファニー・テイラー
- トリー・ウェルズ